# Инцидент на моста Лугоу
Инцидентът на моста Лугоу от 7 юли до 9 юли 1937 година е бой при моста Лугоу край Пекин, който поставя началото на Втората китайско-японска война.
Инцидентът започва късно вечерта на 7 юли, когато намиращи се край Пекин въз основа на Неравноправните договори военни части на Япония провеждат учения и влизат в престрелки с китайския гарнизон на Уанпин. Въпреки опитите за изглаждане на конфликта, действията на двете страни ескалират и преминават в истинско сражение. Китайците удържат позициите си с цената на тежки загуби. Въпреки постигнатото споразумение за прекратяване на огъня в края на инцидента, няколко дни по-късно конфликтът отново ескалира в Пекинско-Тиендзинската операция.